# Голубое (озеро-родник)
Голубое (баш. Зәңгәр күл) — озеро-родник в Кармаскалинском районе Башкортостана, находится в 1 км к западу от Новомусино. Диаметр — около 15 м. Глубина доходит до 8 метров. Озеро получило название из-за наличия в воде карбонатов, придающих её голубоватый цвет
Водоём окружён широколиственными лесами с присутствием сосны. На лугу озера встречается редкий вид растений: копеечник крупноцветковый. Берег озера укреплён, построена смотровая площадка.
Водоёму в 2003 году присвоен статус гидрологического памятника природы республиканского значения. Площадь ООПТ — 0,4 га.
Температура воды — около +6 °C. Имеет заметную концентрацию стронция (5,78 мг/л) и сульфатов (1256 мг/л).